# パラメリオン

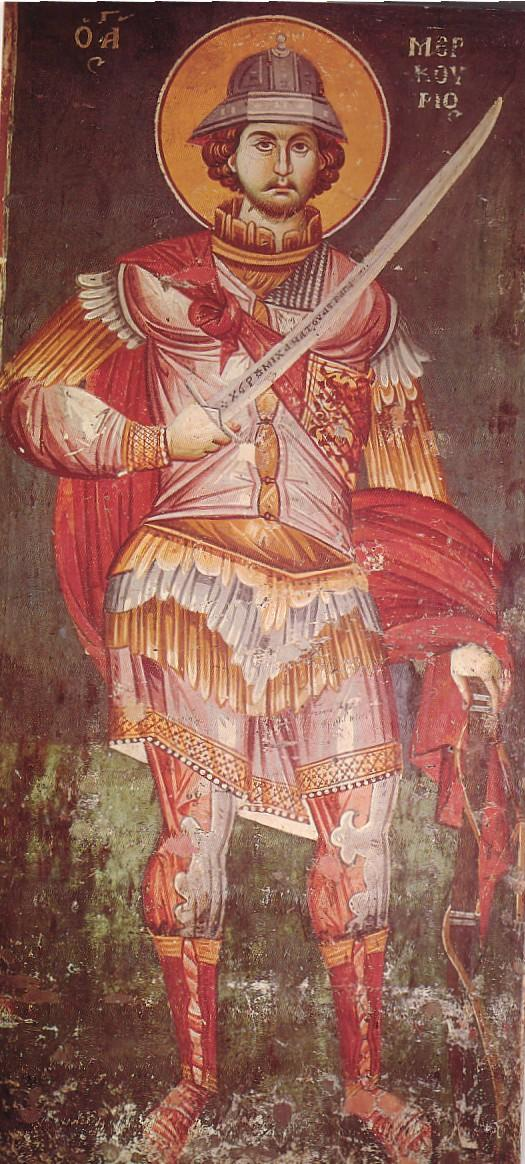
パラメリオンを持つ聖メルクリウスのフレスコ画（1295年、オフリド）

パラメリオン（ギリシア語: Παραμήριον）は、東ローマ帝国で用いられたサーベル状の曲刀。

## 概要
東ローマ帝国軍では本来、騎兵が中東の似た刀をもとにした片刃の斬撃武器を用いていた。また異説では、兵士あるいは傭兵として東ローマ帝国のために戦ったペチェネグ人やクマン人などのテュルク系ステップ民族から直接影響を受けたものだともいう。「パラメリオン」という名は「腿の傍に」という意味であり、これは他の飾帯に吊るす諸刃直剣と異なり腰帯についた吊革から提げられていたことに由来している可能性がある。